# Заміжненське сільське поселення
Замі́жненське сільське поселення (рос. Замежненское сельское поселение) — муніципальне утворення у складі Усть-Цилемського району Республіки Комі, Росія. Адміністративний центр — село Заміжна.

## Населення
Населення — 1344 особи (2017, 1582 у 2010, 1922 у 2002, 2005 у 1989).

## Склад
До складу поселення входять такі населені пункти:
| Населений пункт        | Населення, осіб (1989) | Населення, осіб (2002) | Населення, осіб (2010) |
| ---------------------- | ---------------------- | ---------------------- | ---------------------- |
| Боровська, присілок    | 130                    | 135                    | 77                     |
| Верховська, присілок   | 6                      | 4                      | -                      |
| Загривочна, присілок   | 338                    | 360                    | 280                    |
| Заміжна, село          | 829                    | 756                    | 674                    |
| Льовкінська, присілок  | 31                     | 9                      | 13                     |
| Скитська, присілок     | 166                    | 180                    | 152                    |
| Степановська, присілок | 367                    | 344                    | 307                    |
| Чорногорська, присілок | 138                    | 134                    | 79                     |